# A'ali
A'ali (arabo: عالي) è una città del Bahrein, la piccola isola del golfo Persico. A'ali è famosa per i suoi cumuli di sepolture, che alcuni considerano i più ampi cimiteri di epoca storica (2.800 a.C.) del mondo. Le Tombe Reali di A'ali infatti costituiscono, tra gli oltre 85.000 cimiteri del Bahrain, quello più imponente con il loro diametro di 45 metri e i 15 metri di altezza.
A'ali è nota anche per le sue ceramiche.
La città si trova nel centro dell'isola di Bahrain, a sud della città di Isa e a nord di Riffa. Si tratta di una città di recente costituzione, visto che la sua costruzione è iniziata verso la fine degli anni ottanta. Oggigiorno è una delle maggiori città del paese, ospitando soprattutto persone della classe media.